# Mistrovství světa v biatlonu 2013 – štafeta žen
Štafeta žen na Mistrovství světa v biatlonu 2013 se konala v pátek 15. února v lyžařském středisku Vysočina Aréna jako osmý závod šampionátu. Zahájení štafety proběhlo v 17:15 hodin středoevropského času. Závodu se zúčastnilo celkem 25 štafet.

## Výsledky
| Pořadí                                                                                    | Č. | Stát                                                                                           | Čas                                       | Střelba (L+S)                           | Ztráta  |
| ----------------------------------------------------------------------------------------- | -- | ---------------------------------------------------------------------------------------------- | ----------------------------------------- | --------------------------------------- | ------- |
| Zlatá medaile                                                                             | 1  | Norsko Hilde Fenneová Ann Kristin Flatlandová Synnøve Solemdalová Tora Bergerová               | 1:08:11,0 17:18,1 17:29,1 16:53,5 16:30,3 | 0+2 1+7 0+2 1+3 0+0 0+2 0+0 0+1         | —       |
| Stříbrná medaile                                                                          | 4  | Ukrajina Julija Džymová Vita Semerenková Valentyna Semerenková Olena Pidhrušná                 | 1:08:18,0 16:49,5 17:03,3 17:12,6         | 0+3 0+2 0+0 0+1 0+2 0+0 0+1 0+0 0+0 0+1 | +7,0    |
| Bronzová medaile                                                                          | 7  | Itálie Dorothea Wiererová Nicole Gontierová Michela Ponzaová Karin Oberhoferová                | 1:08:22,6 16:30,8 17:07,7 17:48,5 16:55,6 | 0+2 0+2 0+0 0+0 0+2 0+0 0+0 0+2 0+0 0+0 | +11,6   |
| 4.                                                                                        | 2  | Rusko Jekatěrina Glazyrinová Olga Zajcevová Jekatěrina Shumilová Olga Viluchinová              | 1:08:40,0 16:30,3 17:06,8 18:04,1 16:58,8 | 0+0 0+7 0+0 0+1 0+0 0+2 0+0 0+3 0+0 0+1 | +29,0   |
| 5.                                                                                        | 3  | Německo Franziska Hildebrandová Miriam Gössnerová Laura Dahlmeierová Andrea Henkelová          | 1:08:41,9 16:57,4 17:05,2 16:59,5 17:39,8 | 0+4 0+7 0+0 0+3 0+3 0+2 0+0 0+0 0+1 0+2 | +30,9   |
| 6.                                                                                        | 5  | Francie Anaïs Bescondová Sophie Boilleyová Marie-Laure Brunetová Marie Dorinová Habertová      | 1:08:47,7 16:42,9 17:41,7 17:23,3 16:59,8 | 0+4 0+9 0+0 0+3 0+2 0+1 0+2 0+2 0+0 0+3 | +36,7   |
| 7.                                                                                        | 8  | Bělorusko Naděžda Skardinová Liudmila Kalinchiková Nastassia Dubarezavová Darja Domračevová    | 1:09:13,2 16:32,3 17:14,4 18:27,4 16:59,1 | 1+5 0+2 0+0 0+0 0+1 0+0 1+3 0+1 0+1 0+1 | +1:02,2 |
| 8.                                                                                        | 10 | Slovensko Jana Gereková Anastasia Kuzminová Martina Chrapánová Paulina Fialková                | 1:10:11,3 16:30,9 17:05,7 18:15,5 18:19,2 | 0+7 0+7 0+1 0+2 0+3 0+2 0+2 0+1         | +2:00,3 |
| 9.                                                                                        | 6  | Polsko Krystyna Pałková Magdalena Gwizdońová Monika Hojniszová Weronika Nowakowská-Ziemniaková | 1:10:31,3 16:20,9 17:59,6 18:30,6 17:40,2 | 1+7 0+6 0+2 0+0 1+3 0+3 0+1 0+2 0+1 0+1 | +2:20,3 |
| 10.                                                                                       | 9  | Česko Veronika Vítková Gabriela Soukalová Jitka Landová Barbora Tomešová                       | 1:11:05,7 16:20,8 17:03,1 18:50,0 18:51,8 | 0+3 2+7 0+1 0+0 0+1 0+1 0+0 1+3 0+1 1+3 | +2:54,7 |
| 11.                                                                                       | 16 | USA Annelies Cooková Sara Studebakerová Susan Dunkleeová Hanah Dressigackerová                 | 1:11:15,5 17:37,5 17:54,5 16:59,0 18:44,5 | 1+6 0+4 0+2 0+3 0+1 0+0 0+0 0+0 1+3 0+1 | +3:04,5 |
| 12.                                                                                       | 18 | Kanada Rosanna Crawfordová Megan Heinicková Audrey Vaillancourtová Zina Kocherová              | 1:11:26,2 16:43,3 17:56,7 18:26,0 18:20,2 | 1+6 0+7 0+2 0+1 0+0 0+3 0+1 0+3 1+3 0+0 | +3:15,2 |
| 13.                                                                                       | 20 | Švýcarsko Elisa Gasparinová Selina Gasparinová Patricia Jostová Aita Gasparinová               | 1:12:11,6 16:52,7 17:27,7 18:48,4 19:02,8 | 0+2 0+5 0+0 0+0 0+0 0+3 0+1 0+1         | +4:00,6 |
| 14.                                                                                       | 12 | Kazachstán Elena Khrustaleva Darja Usanovová Alina Raikova Marina Lebedeva                     | 1:12:14,9 17:51,7 17:38,9 18:35,2 18:09,1 | 0+4 0+2 0+2 0+2 0+1 0+0 0+0 0+0 0+1 0+0 | +4:03,9 |
| 15.                                                                                       | 11 | Švédsko Elisabeth Högbergová Anna-Karin Stroemstedtová Elin Mattssonová Ingela Anderssonová    | 1:12:26,8 16:34,4 18:48,9 18:14,1 18:49,4 | 0+1 1+7 0+0 0+0 0+1 1+3 0+0 0+2         | +4:15,8 |
| 16.                                                                                       | 19 | Čína Tang Jialin Zhang Yan Song Chaoqing Ma Wei                                                | 1:12:27,6 17:50,8 17:32,9 18:39,9 18:24,0 | 0+6 1+7 0+2 1+3 0+0 0+1 0+2 0+2 0+2 0+1 | +4:16,6 |
| 17.                                                                                       | 24 | Slovinsko Teja Gregorinová Andreja Maliová Dijana Ravnikarová Lili Drčarová                    | 1:12:29,3 16:29,4 17:29,2 18:46,1 19:44,6 | 0+4 0+3 0+0 0+1 0+2 0+0 0+2 0+1         | +4:18,3 |
| 18.                                                                                       | 14 | Bulharsko Emilia Yordanova Niya Dimitrova Desislava Stoyanova Stefani Popova                   | LAP 17:28,8 17:58,3 19:18,7               | 0+3 1+8 0+1 0+2 0+0 0+0 0+2 1+3 0+0 0+3 | +9:99,8 |
| 19.                                                                                       | 15 | Rakousko Iris Schwablová Romana Schrempfová Katharina Innerhoferová Lisa Hauserová             | LAP 17:06,0 19:08,5 18:49,8               | 0+4 3+7 0+1 0+0 0+3 2+3 0+0 1+3 0+0 0+1 | +9:99,8 |
| 20.                                                                                       | 17 | Estonsko Kadri Lethlová Kristel Viigipuová Johanna Talihärmová Grete Gaimová                   | LAP 17:15,2 18:50,4 18:34,7               | 0+2 0+8 0+0 0+2 0+0 0+3 0+0 0+2 0+2 0+1 | +9:99,8 |
| 21.                                                                                       | 22 | Finsko Mari Laukkanenová Sanna Markkanenová Annukka Siltakorpiová Kaisa Mäkäräinenová          | LAP 17:46,6 19:40,6 20:17,7               | 0+4 0+8 0+2 0+3 0+2 0+2 0+0 0+3 0+0 0+0 | +9:99,8 |
| 22.                                                                                       | 23 | Japonsko Fuyuko Suzuki Arisa Goshono Yuki Nakajima Itsuka Owada                                | LAP 17:52,2 19:31,4 19:45,0               | 0+5 0+5 0+1 0+2 0+0 0+0 0+2 0+3 0+2 0+0 | +9:99,8 |
| 23.                                                                                       | 25 | Litva Diana Rasimovičiūtėová Natalija Kočerginová Marija Kaznacenková Karolina Banelová        | LAP 17:22,2 19:45,1 20:26,9               | 3+8 1+8 0+0 1+3 2+3 0+2 1+3 0+1 0+2 0+2 | +9:99,8 |
| 24.                                                                                       | 21 | Jižní Korea Jo In-Hee Kim Seon-Su Park Ji-Ae Hwang Hye-Suk                                     | LAP 18:51,3 20:42,5 20:06,4               | 1+6 0+6 0+1 0+0 1+3 0+1 0+0 0+2 0+2 0+3 | +9:99,8 |
| 25.                                                                                       | 13 | Rumunsko Réka Ferenczová Éva Tófalviová Luminita Piscoranová Orsolya Tófalviová                | DSQ 16:49,2 17:18,9 17:34,5 19:25,9       | 0+0 0+0 0+1 0+1 0+0 0+0 0+1 0+2         | +9:99,9 |
| Č. – startovní číslo týmu, LAP – tým byl předběhnut o kolo, DSQ – tým byl diskvalifikován |    |                                                                                                |                                           |                                         |         |